# Fortaleza de Kłodzko

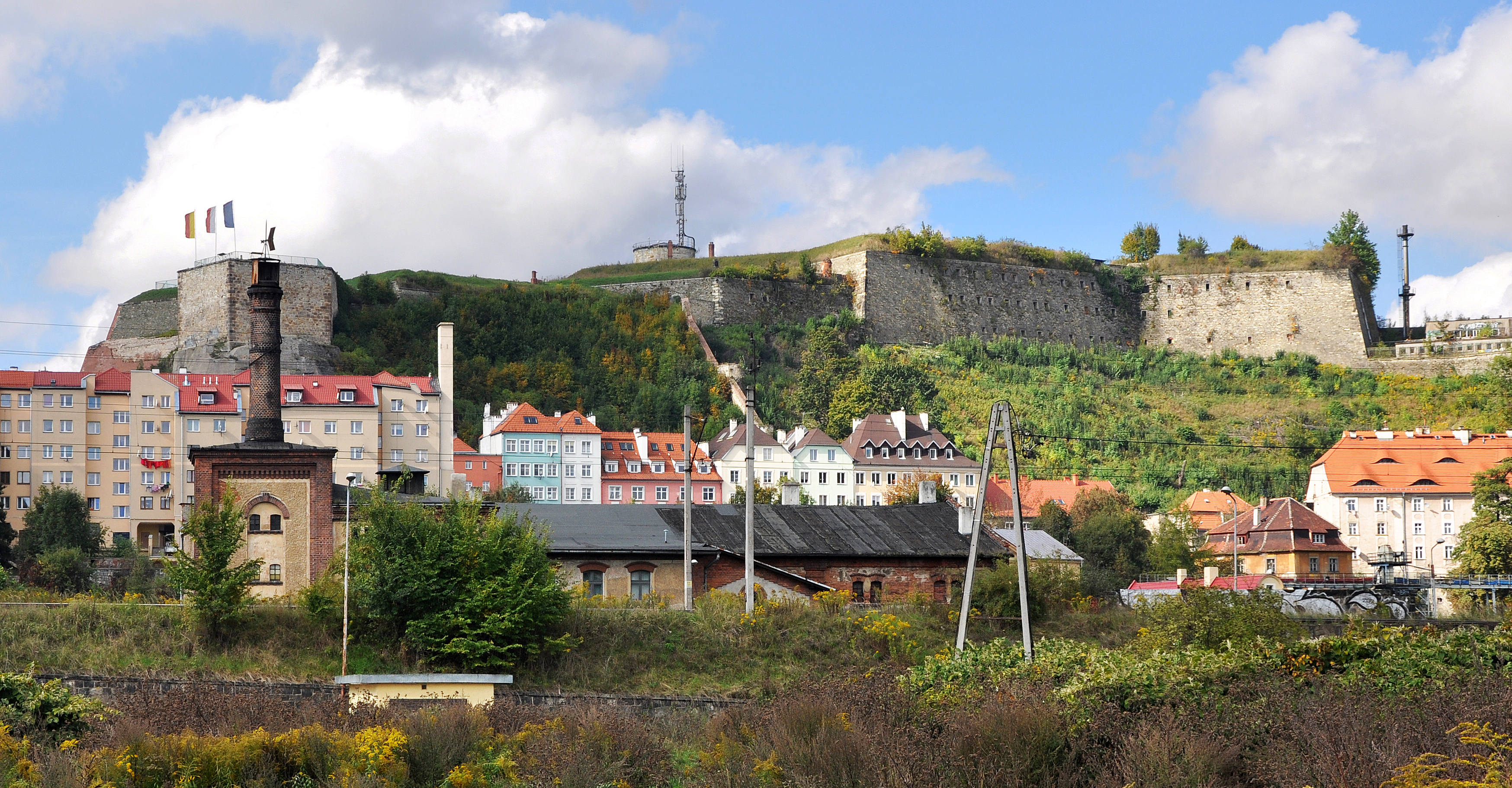
Fortaleza de Kłodzko

La fortaleza de Kłodzko (alemán: Festung Glatz): una gran fortaleza bien conservada en Kłodzko, un sistema de defensa de los siglos XVII y XVIII.

## Aspecto de la Fortaleza
La superficie de la fortaleza es de más de 30 hectáreas. El complejo de la fortaleza de Kłodzko incluye:
- la fortaleza principal,
- el fuerte Owcza Góra,
- las fortificaciones municipales (fragmentarias),
- y fortificaciones de campo.

## Historia

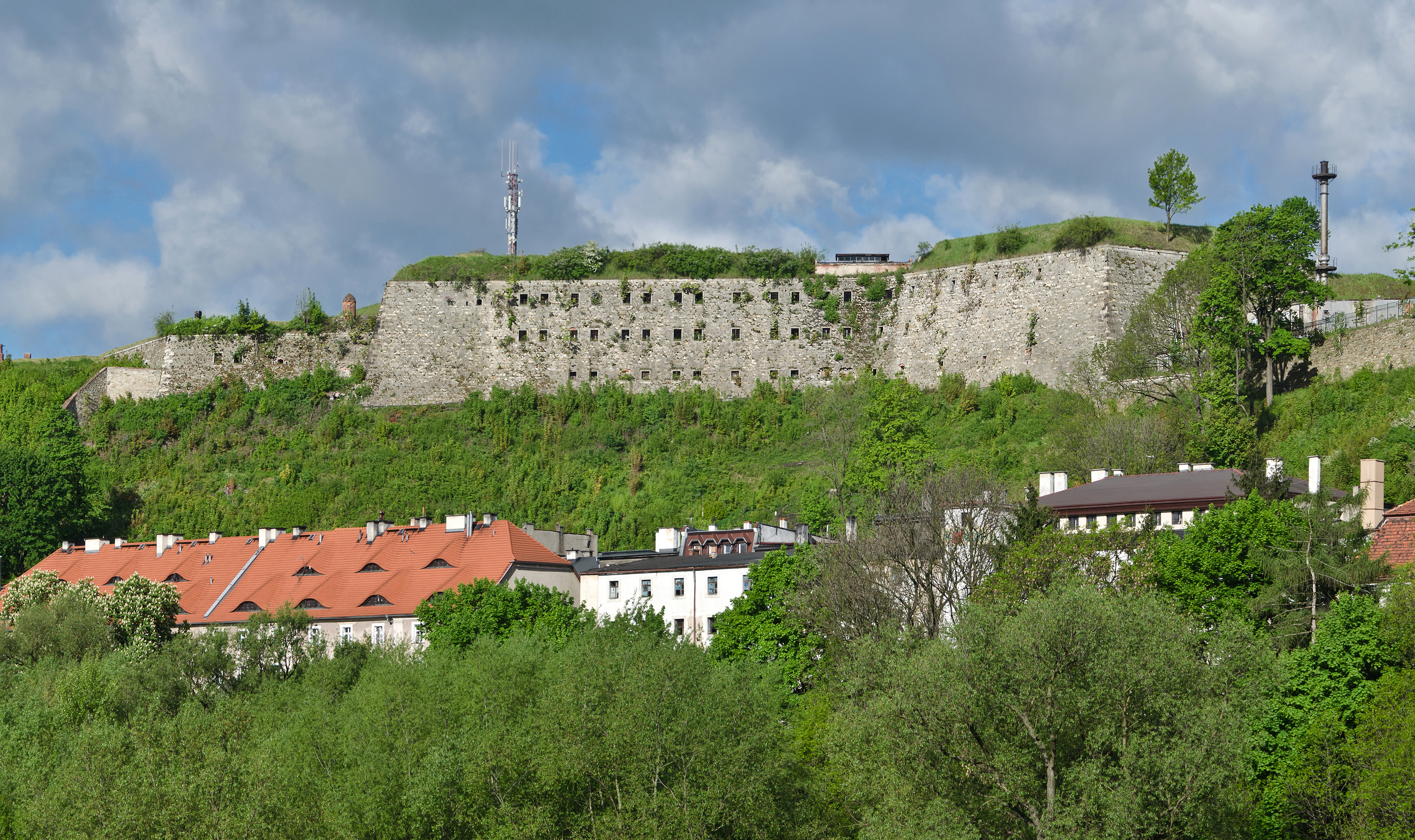
Fortaleza desde el este

Mapa de la fortaleza de Glatz en 1743

La primera mención de la existencia de un castillo fortificado en la montaña Forteczna (del Castillo) de Kłodzko procede del relato de Cosmas, el cronista checo, en el año 981. Se cree que era un complejo de edificios de madera rodeados por una empalizada (en esta forma fue capturado y quemado por el príncipe checo Sobiesław en el año 1114). Sobiesław reconstruyó el castillo en 1129 y colocó allí a un castellano, Gronzata.

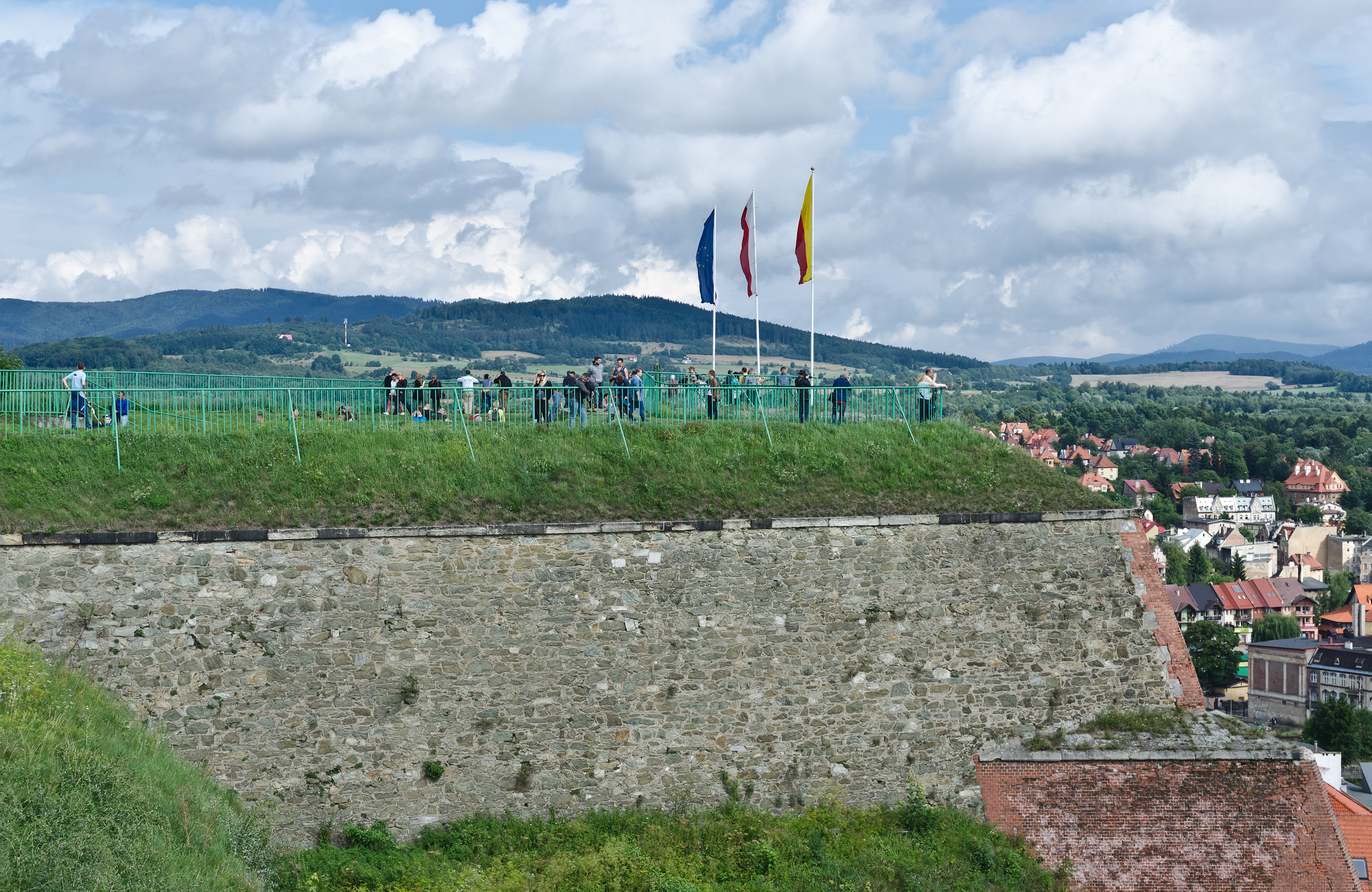
Vista a los baluartes

Entre los siglos XIII y XIV, el castillo fue reconstruido, probablemente por el duque Enrique IV de Breslavia, en un castillo fortificado. Fue la sede de los siguientes representantes de la línea Piastas de Silesia, que gobernaron el país de Kłodzko, Henryk VI Dobry (1327-1335) y Bolko II de Ziębice (1337-1341). Bajo el mandato de Jorge de Podiebrad el castillo se convirtió en una cómoda residencia, una espléndida sede para el gobernante del condado de Kłodzko. Además de las habitaciones residenciales, incluía una capilla y la iglesia de San Wenceslao y San Martín. El agua se extraía de cinco pozos, el más antiguo de los cuales se data en 1393 y fue llamado Tumska, y el más profundo, Piekarska, estaba situado en un pozo de 60 metros.
Entre los años 1557-1560 el arquitecto Ernest Lorenz Kirschke amplió la fortaleza con un castillo medio y otro bajo. Estas, junto con el castillo superior y las fortificaciones de la ciudad, formaban un único sistema defensivo.

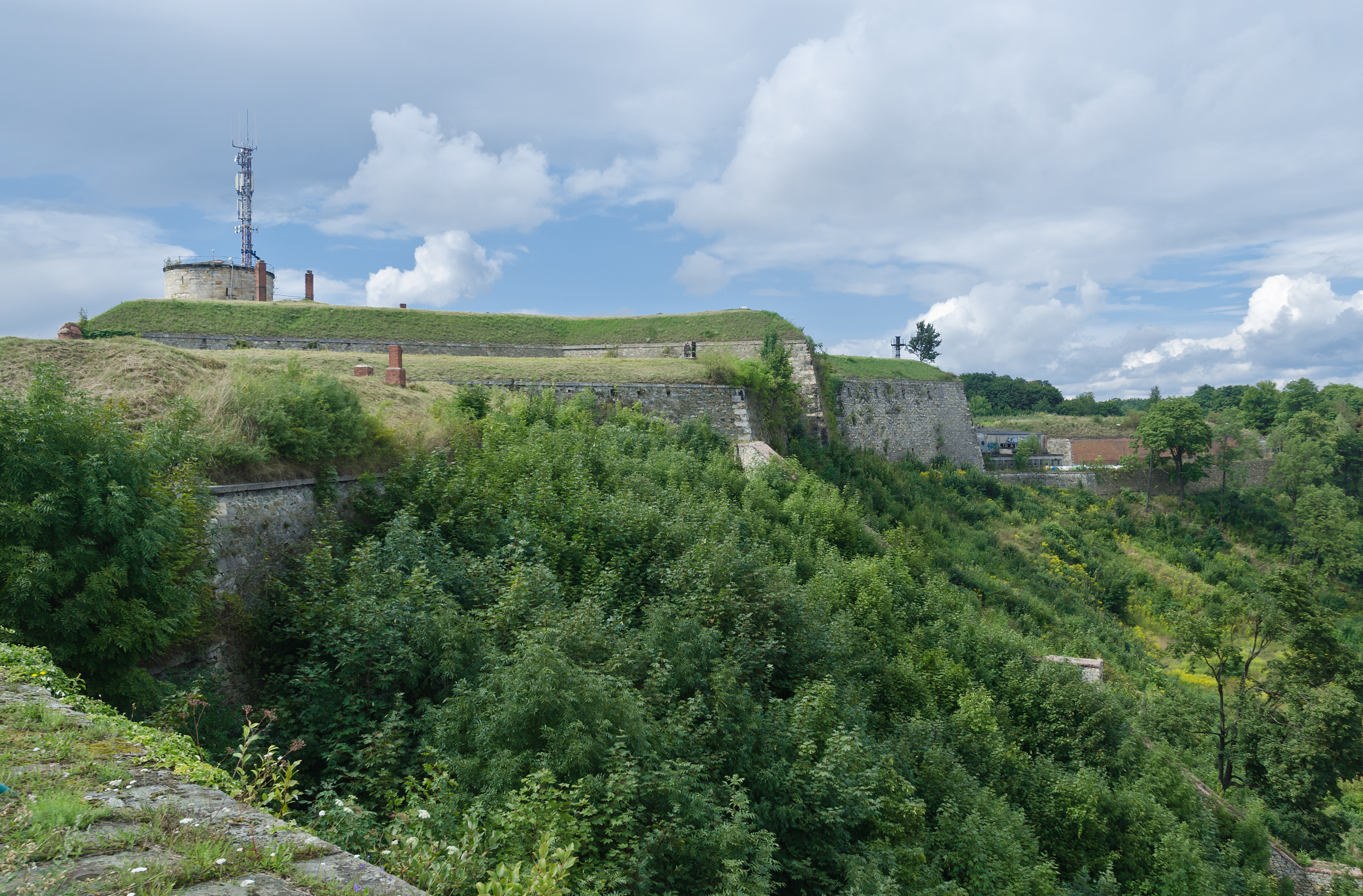
La parte más alta de la fortaleza

En 1622, tras la batalla de la Montaña Blanca, el ejército imperial capturó la ciudad. Sus acciones causaron muchos daños, incluyendo la necesidad de demoler la colegiata, que corría peligro de derrumbarse, y los edificios de la fortaleza. Tras la toma de la ciudad, Jacopo Carove llevó a cabo nuevos trabajos en las fortificaciones entre los años 1690 y 1702. Las murallas medievales fueron sustituidas por cortinas y baluartes. En esa época se erigieron tres baluartes por orden de los Habsburgo: Jabłonka, Ludmiła y Wacław. Eran la base de las fortificaciones de la fortaleza, formando la llamada obra de la corona, que protegía la montaña de la fortaleza desde el norte y el este. El bastión de la alarma, el campanario y el semi-bastión Águila se construyeron al sur y al oeste. El complejo de estas fortificaciones rodeaba el castillo situado en la cima, estaba parcialmente adaptado al sistema de fortificación. Los bastiones estaban protegidos por revellines —Polny y Jabłonka— y un foso. Así, el castillo fue reconstruido y modernizado, dándole una forma más contemporánea.
En 1742 la fortaleza se rindió al Reino de Prusia, que ocupó la zona del condado de Kłodzko como consecuencia de la primera guerra de Silesia.

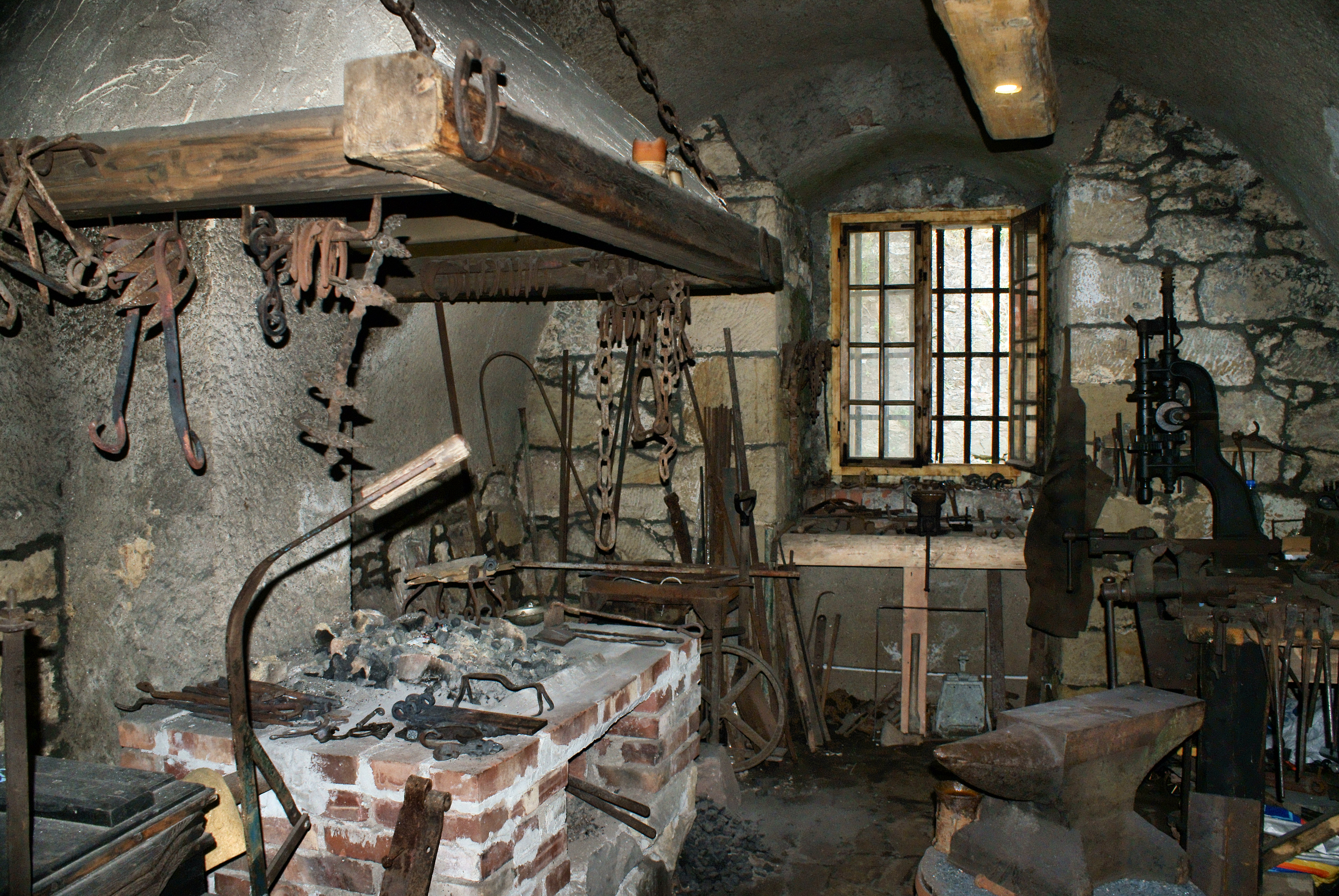
Herrería

Los planes de Federico II incluían la fortificación de los territorios recién conquistados mediante la construcción de fortalezas y baluartes. De este modo se creó toda una línea de fortificaciones: Szczecin, Głogów, Wrocław, Świdnica, Srebrna Góra, Kłodzko, Nysa. Así, durante el reinado de Federico II se amplió y fortificó considerablemente, poniendo en primer plano su carácter defensivo. En 1743, el general Gerhard Cornelius de Wallrave, de origen holandés, experto en la escuela francesa de fortificación, elaboró nuevos diseños para la ciudad de Klodzko. Inicialmente, la obra fue dirigida por Wallrave, que sin embargo cayó en desgracia y fue sustituido por el coronel ingeniero Friedrich Christian von Wrede. Durante este período, también se construyó el fuerte Owcza Góra como fortaleza auxiliar. La reconstrucción se intensificó tras las Guerras de Silesia (1770): se derribaron los restos del castillo residencial, la capilla y la iglesia y fue construido en su lugar un enorme torreón bajo la supervisión del coronel Ludwig Wilhelm von Regler (entonces comandante de la fortaleza).

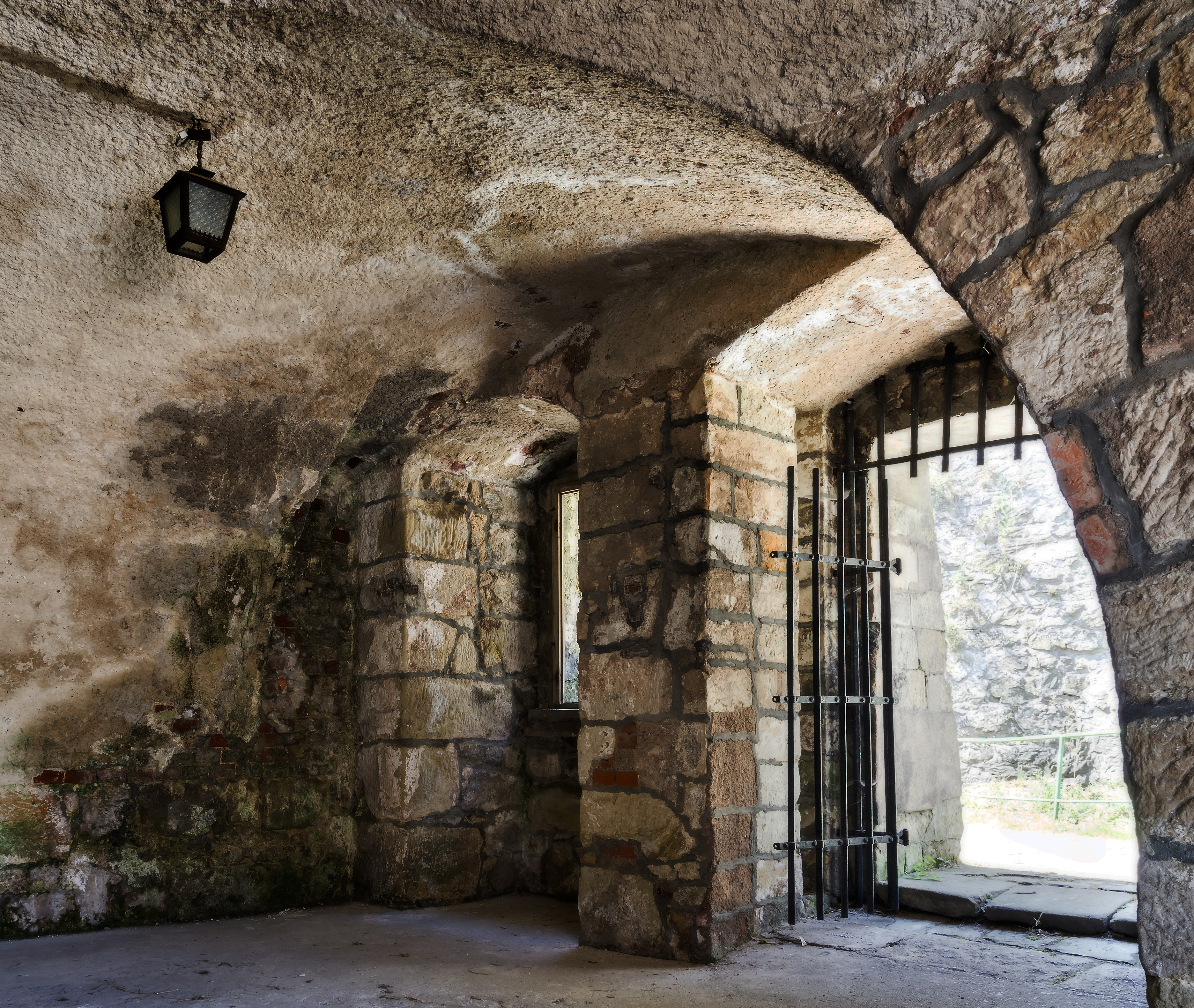
Salida de la casamata

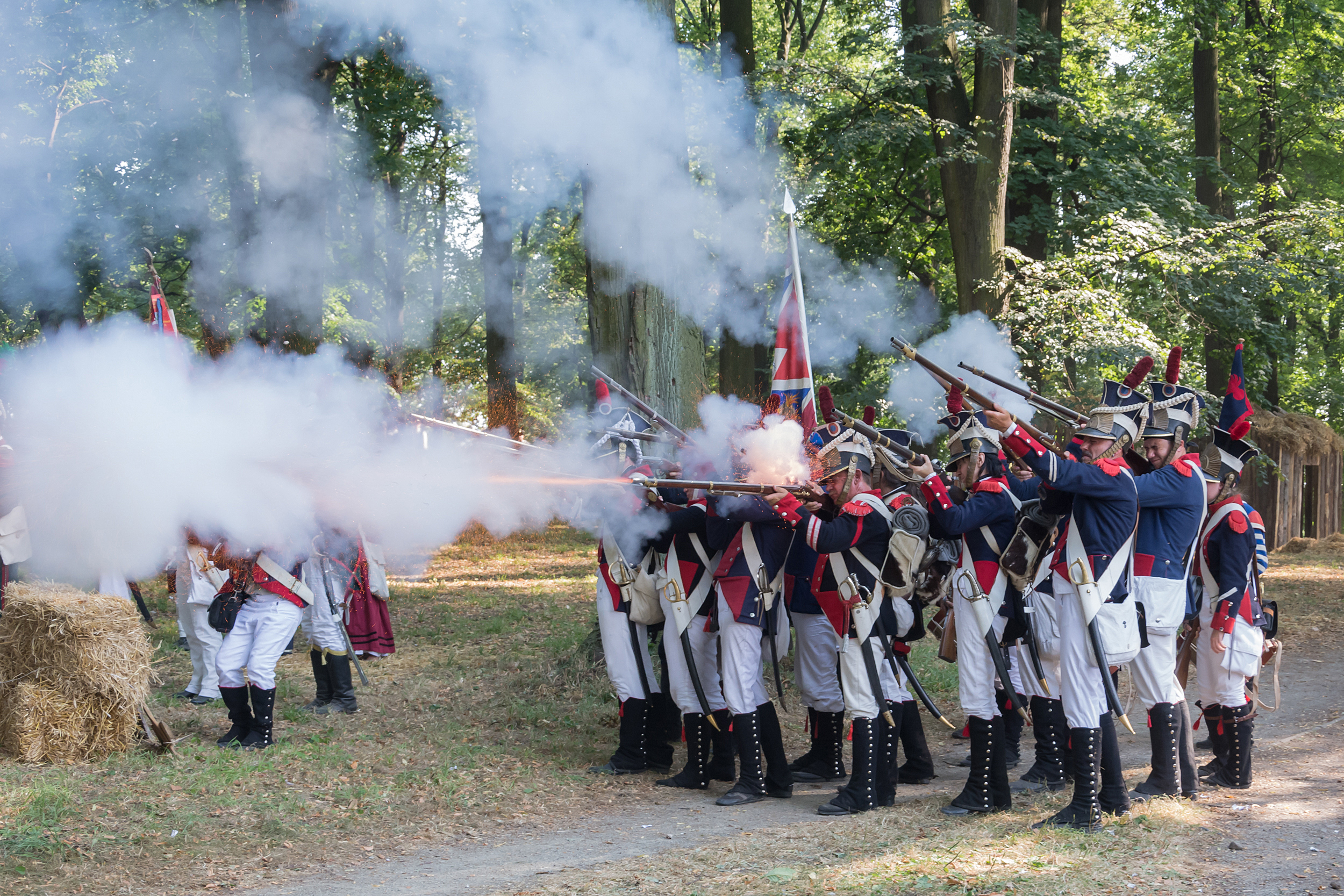
Reconstrucción de la batalla de la Fortaleza de Kłodzko

La fortaleza de Kłodzko desempeñó un papel importante durante la defensa de Silesia en la campaña prusiana de Napoleón (1806-1807). Jerónimo Bonaparte fue el comandante en jefe de las tropas francesas y de los regimientos de la Confederación del Rin (formada por tropas de Baviera y Wurtemberg) en la batalla por Silesia. Tras la capitulación de Nysa, las fuerzas prusianas conservaron la región de Kłodzko con dos fortalezas en Kłodzko y Srebrna Góra. El gobernador general prusiano de Silesia, el conde Friedrich Wilhelm von Götzen, disponía de unos 10.000 hombres. La guarnición de Kłodzko constaba de unos 4070 soldados. Klodzko se convirtió en la base principal de las columnas móviles de Götzen. La fortaleza fue ampliada y modernizada durante casi todo el tiempo que permaneció en manos prusianas. Las fortificaciones fueron mejoradas casi hasta el último minuto. Por ejemplo, nada más comenzar la guerra en 1806, se iniciaron las obras de ampliación de los pavimentos de las minas. Este trabajo continuó en 1807 antes de la llegada de las tropas del IX Cuerpo. Fue construido un campamento fortificado en el frente sur y sureste de la fortaleza. Desde el lado de Nysa Kłodzka la fortaleza estaba protegida por las fortificaciones de Srebrna Góra. Después de la captura de Złoty Stok por Lefebvre-Desnouttes el 18 de marzo, Götzen organizó un avance para recapturar la ciudad. Al día siguiente, en Jaszkowa Dolna, su camino fue bloqueado por las tropas bávaras. La lucha terminó con la victoria de los bávaros. El 13 de abril las unidades derrotaron a una unidad prusiana en un enfrentamiento cerca de Kłodzko. Unos días más tarde, el 17 de abril, Götzen organizó un gran avance (2800 soldados de infantería, 300 de caballería y 18 cañones). Las tropas del general Lefebvre-Desnouttes no pudieron ser aplastadas, pero tampoco las tropas prusianas fueron aniquiladas y se retiraron a la fortaleza en orden. Hubo un refuerzo de la guarnición de la fortaleza. El 14 de junio, un total de 416 soldados de infantería y 165 de caballería, así como 4 cañones y 1 obús, llegaron desde Srebrna Góra. Tras la captura de Nysa y la firma de la capitulación de la Fortaleza de Koźle, Hieronim decidió intensificar sus esfuerzos para capturar Kłodzko. Estallaron las batallas por Jaszkowa Górna. Como resultado, las fuerzas aliadas se acercaron al propio campamento de la fortaleza. El 23 de junio se capturó Jaszkowa Dolna. Durante la noche del 23 al 24 de junio se llevó a cabo un asalto, como resultado del cual el conde Götzen decidió rendir la fortaleza. Las pérdidas de los atacantes ascendieron a unos 1000 heridos y muertos. Dos escuadrones de lanceros polacos de la Legión Polaco-Italiana participaron en los combates. El acta de capitulación se firmó al día siguiente. La fortaleza no se rindió realmente debido a la Paz de Tilsit concluida el 9 de julio de 1807.
Una de las leyendas dice que cuando Napoleón pasaba con su caballo por Kłodzko se le cayó la gorra de la cabeza, y en el lugar donde cayó los prusianos fundaron un obelisco de piedra con la gorra claramente grabada. Está allí hasta hoy en día y fue considerado por los prusianos como una señal que predecía la caída del emperador. Sin embargo, es una leyenda falsa. Napoleón no marchó a través de Kłodzko (en ese momento estaba haciendo campaña en Pomerania y Prusia Oriental), y durante la capitulación de la fortaleza que comandaba en la Batalla de Friedland.
En 1867 el gobierno prusiano decidió desarmar la fortaleza por considerarla obsoleta (una situación similar ocurrió con la Fortaleza de Srebrna Góra).

## Prisión
Después de su reconstrucción por el rey Federico el Grande, la fortaleza, fuertemente fortificada, desempeñó un papel militar y fue una fuerte prisión hasta el año 1945. Uno de los primeros prisioneros fue el oficial prusiano y aventurero Federico von der Trenck (1727-1794) por su aventura con la hermana real, la duquesa Amalia. Fue uno de los pocos que logró escapar de la fortaleza. Otro fue el general austriaco, el conde Wilhelm Reinhard von Neipperg (1684-1774), condenado a la fortaleza por concluir sin autorización el desfavorable Tratado de Belgrado en 1739; fue indultado tras la muerte del emperador Carlos VI.
En 1864, los insurgentes del Levantamiento de Enero en Gran Polonia fueron encarcelados en la fortaleza. Por su participación en el Levantamiento de Enero por sentencia del tribunal prusiano en 1864 fueron encarcelados: Wacław Koszutski, ayudante del general Taczanowski; Walerian Hulewicz, participante en las batallas de la Primavera de los Pueblos, nombrado en el año 1863 por el Gobierno Nacional durante el Levantamiento de Enero como comisario en el distrito de Września; Stanisław Sczaniecki, activista de las sociedades agrícolas, coeditor de la revista Ziemianin, licenciado en la Universidad de Wrocław; Włodzimierz Wolniewicz, publicista y activista económico (condenado a muerte y posteriormente amnistiado); el terrateniente Erazm Wolniewicz y Jan Rymarkiewicz.
En 1870, los prisioneros de guerra franceses tomados en la guerra franco-prusiana fueron encarcelados aquí. En 1873, las autoridades prusianas encarcelaron al cura Augustyn Szamarzewski (1832-1891), activista social y económico de Gran Polonia, a Wojciech Kętrzyński y a Karl Liebknecht.
En 1911, el capitán de la inteligencia francesa Charles Lux fue encarcelado aquí y condenado a seis años en la fortaleza por espionaje. Se hizo famoso por su audaz huida. En 1932 publicó un libro en el que describía su estancia en la fortaleza y su huida, ridiculizando a los guardias alemanes.
Durante la Segunda Guerra Mundial, en los años 1940-1943, la fortaleza fue una sede del campo KZ Groß-Rosen, donde se colocaba a los prisioneros de guerra, a los desertores del ejército alemán y a los sospechosos de actuar contra el Tercer Reich. Había una pesada prisión para prisioneros políticos (entre ellos Władysław Planetorz, un activista de la Organización Polaca de Exploradores en Alemania; fue encarcelado y ejecutado aquí), un lugar de ejecución y un campo de trabajo. Rusos, franceses, italianos, belgas, checos, finlandeses e ingleses fueron encarcelados aquí. Un prisionero de la fortaleza fue, entre otros, Mirosław Podsiadło, más tarde presidente de la Asociación de Polacos Dañados por el Tercer Reich.
En 1944, la fábrica AEG, que había sido evacuada de Łódź a causa del avance del frente, se abrió dentro de la zona de la fortaleza, donde se producían piezas para los misiles V-1 y equipos eléctricos para los submarinos (U-Boot) y la aviación. En febrero de 1945, ante la proximidad del frente, los alemanes comenzaron a evacuar la fábrica a Turingia.

## Actualidad
En 1960 la fortaleza fue reconocida oficialmente como monumento y se abrió a los turistas.
En 1970, parte del rodaje del último episodio —Dom de la serie de televisión Czterej pancerni i pies— fue rodado en la fortaleza.
En la actualidad, está abierto a los turistas junto con un tramo de la ruta subterránea de aproximadamente 1 km. Desde 2006, la empresa cervecera Piast ha patrocinado la renovación de la fortaleza. Una parte de la fortaleza llamada Luneta Żuraw es renovada regularmente de forma social por la Academia de Aventura. También desde este año, un grupo de reconstrucción opera en la fortaleza de Kłodzko. El grupo recrea a los soldados del 47.º regimiento de infantería prusiano de 1806. A finales de agosto de 2006 se celebraron por primera vez Dni Twierdzy Kłodzkiej. Poco a poco, en el evento se ha incluido otras atracciones: Jarmark Forteczny, Noc w Muzeum, Kino pod Gwiazdami o el concierto de rock RockBastion, cada vez más popular.
En julio de 2018, se creó un camino histórico a lo largo de la ruta desde la entrada desde la calle Czeska en la parte sur de la fortaleza y más hacia el este a través de la zona de Ogród Komendanta que se reconstruirá, el mirador, la Bateria Skazamatowana hasta Brama Wróbla, que es la entrada a la fortaleza. También está previsto reparar muros, taludes y bóvedas a lo largo de todo el recorrido previsto.